# IC 681
IC 681 ist eine Spiralgalaxie vom Hubble-Typ Sc im Sternbild Becher am Südsternhimmel. Sie ist schätzungsweise 235 Millionen Lichtjahre von der Milchstraße entfernt und hat einen Durchmesser von etwa 65.000 Lichtjahren.
Das Objekt wurde am 19. April 1892 vom französischen Astronomen Stéphane Javelle entdeckt.